# 紀犬養
紀 犬養（き の いぬかい）は、奈良時代の貴族。贈従五位下・紀馬主（遣唐使判官。旅程で死亡）の子とする系図がある。官位は従四位下・大膳大夫。

## 経歴
一時官位を剥奪されていた（藤原仲麻呂の乱への連座か？）が、宝亀2年（771年）本位の従五位下に復し、宮内少輔に任ぜられる。翌宝亀3年（772年）伊豆守に任ぜられると、宝亀5年（774年）にも再任されている。宝亀8年（777年）大蔵少輔に転じると、翌宝亀9年（778年）従五位上・造宮大輔と光仁朝末にかけて京官を務めた。
天応元年（781年）正五位下・宮内大輔に叙任されると、延暦2年（783年）正五位上、延暦5年（786年）従四位下と桓武朝初期に順調に昇進を果たす。のち、左大舎人頭・大膳大夫を歴任している。

## 官歴
- 時期不詳：従五位下
- 時期不詳：官位剥奪
- 宝亀2年（771年） 4月26日：復位（従五位下）。7月23日：宮内少輔
- 宝亀3年（772年） 9月23日：伊豆守
- 宝亀5年（774年） 3月5日：越後介。6月23日：伊豆守
- 宝亀8年（777年） 正月25日：大蔵少輔
- 宝亀9年（778年） 正月16日：従五位上。2月23日：造宮大輔
- 宝亀10年（779年） 2月23日：兼丹後守
- 天応元年（781年） 4月15日：正五位下。5月25日：宮内大輔。12月23日：山作司（光仁上皇崩御）
- 延暦2年（783年） 2月9日：正五位上
- 延暦5年（786年） 正月7日：従四位下
- 延暦8年（789年） 3月16日：左大舎人頭
- 延暦9年（790年） 7月24日：大膳大夫